# 한밤의 음반가게
한밤의 음반가게는 대한민국의 방송국 기독교방송의 라디오 채널인 CBS 음악FM에서 이지현 PD의 진행으로 방송했던 심야 음악 프로그램이다. 수도권 초단파 93.9㎒, 대구광역시 전지역, 경산, 구미, 칠곡, 성주, 고령 등 경북 일부지역에서는 초단파 97.1㎒, 광주광역시 전지역, 나주, 담양, 장성 등 전남 일부지역에서는 초단파 98.1㎒이지만, 지방의 경우 CBS 인터넷 라디오인 레인보우와 스마트폰의 레인보우 앱으로 들을 수 있다.

## 역사
2012년 10월 29일에 첫방송을 시작해, 2014년 5월 18일에 잠정적으로 폐지됐다가, 2017년 10월 30일에 다시 3년만에 부활했으나, 2020년 3월 22일 방송을 마지막으로 "한밤의 음반가게"는 완전히 8년만에 폐지되었다.

## 역대 방송시간
| 방송 채널  | 방송 기간                          | 방송 시간                  |
| ---------- | ---------------------------------- | -------------------------- |
| CBS 음악FM | 2012년 10월 29일 ~ 2014년 5월 18일 | 매일 밤 12:00 ~ 새벽 2:00  |
| CBS 음악FM | 2017년 10월 30일 ~ 2020년 3월 22일 | 매일 새벽 2:00 ~ 새벽 3:00 |

## 지역 프로그램
※ 원래는 전국방송이었으나, 2017년 10월 30일부터 일부지역 자체방송으로 바뀌었다.
| 프로그램             | 방송지역   | 방송국  | 진행자 |
| -------------------- | ---------- | ------- | ------ |
| 깊은밤, 김정훈입니다 | 부산광역시 | 부산CBS | 김정훈 |